# Washington Open 1994
Il Washington Open 1994, noto come Legg Mason Tennis Classic per motivi di sponsorizzazione, è stato un torneo di tennis giocato sul cemento.
È stata la 26ª edizione del Washington Open e faceva parte della categoria Championship Series nell'ambito dell'ATP Tour 1994,
Si è giocato al William H.G. Fitzgerald Tennis Center di Washington negli Stati Uniti,dal 18 al 25 luglio 1994.

## Campioni

### Singolare
Stefan Edberg ha battuto in finale  Jason Stoltenberg con il punteggio di 6–4, 6–2

### Doppio
Grant Connell /  Patrick Galbraith hanno battuto in finale  Jonas Björkman /  Jakob Hlasek con il punteggio di 6–2, 6–3